# یواس‌اس ریلایبل (ای‌ام‌سی-۱۰۰)
یواس‌اس ریلایبل (ای‌ام‌سی-۱۰۰) (به انگلیسی: USS Reliable (AMc-100)) یک کشتی بود که طول آن ۹۷ فوت ۱ اینچ (۲۹٫۵۹ متر) بود. این کشتی در سال ۱۹۴۲ ساخته شد.